# Crescentia cujete
Crescentia cujete é uma espécie de planta com flor pertencente à família Bignoniaceae. É conhecida popularmente como cuieira, cabaceira, árvore-de-cuia, cuitê, cuité, coité e cabaça.

## Etimologia

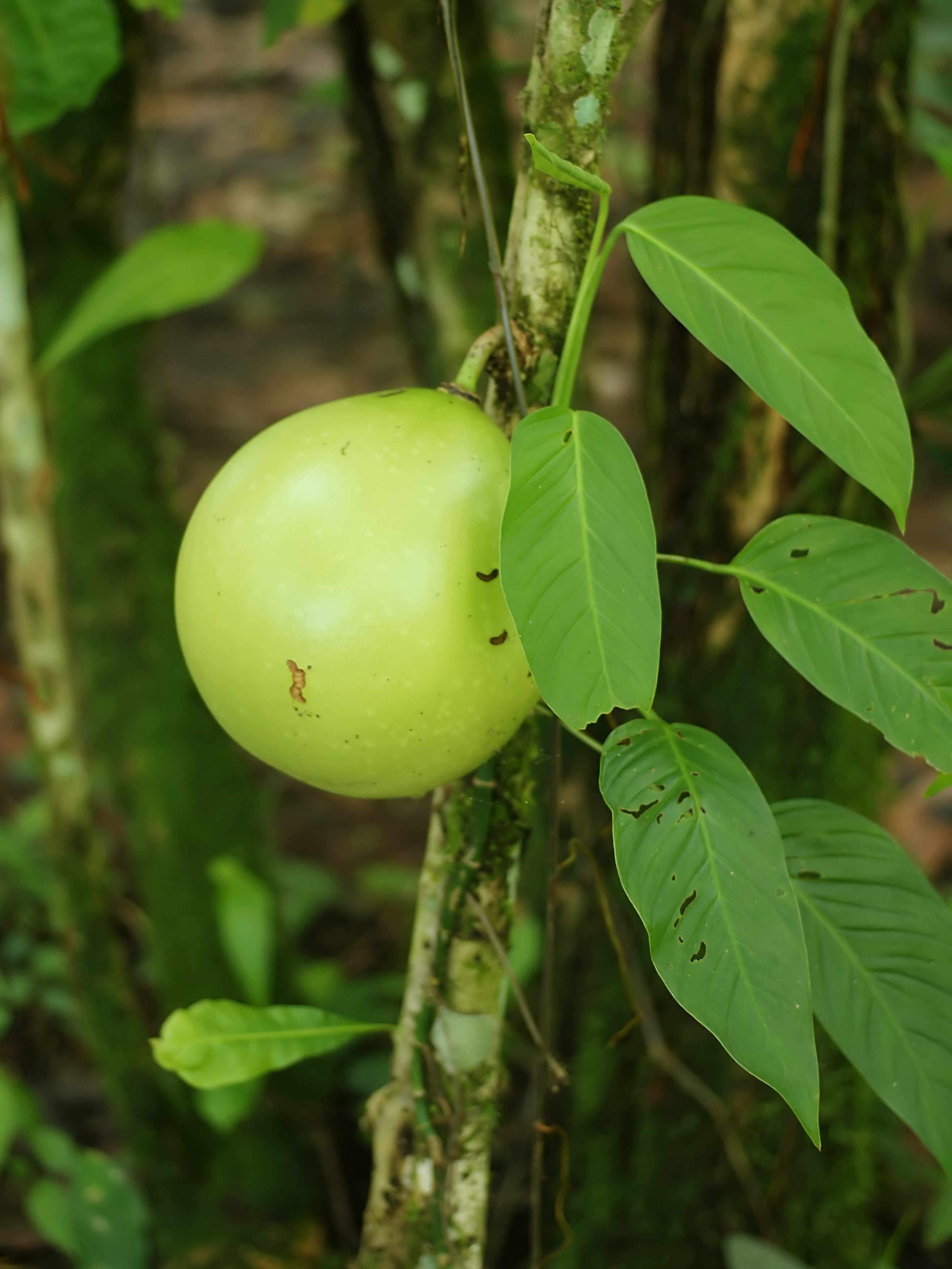
A cabaça da cuieira

"Cuitê", "cuité" e "coité" são oriundos do termo tupi kuya e'tê, que significa "cuia verdadeira".

## Características
O coité atinge até 12 metros de altura. Possui ramos longos, perenes e cheios de folhas até o fim do galho. Possui folhas que medem até 20 centímetros, de coloração verde escura brilhante, simples, alternadas, inteiras e alongadas. As flores são grandes, solitárias, campanulada com cálice, de cor branco-amarelado e são hermafroditas. Os frutos são de coloração verde-clara, arredondados e medem entre 15 a 30 centímetros de diâmetro.
Quando maduras, apresentam coloração marrom-negro e são bem resistentes, sendo utilizadas como caixa de ressonância em berimbaus (instrumento musical afro-brasileiro) e como recipiente para líquidos. Possuem boa frutificação, dando origem a várias sementes. As frutas frutificam entre os meses de janeiro e agosto. As sementes podem ser consumidas depois de cozidas, possuindo elevado conteúdo proteico.

## Ocorrência
Originária da América Central, foi introduzida na América do Sul.[carece de fontes?] Seu nome científico é Crescentia cujete L. Pertence à família das Bignoniaceae. Possui ocorrência nas regiões Norte e Nordeste do Brasil.

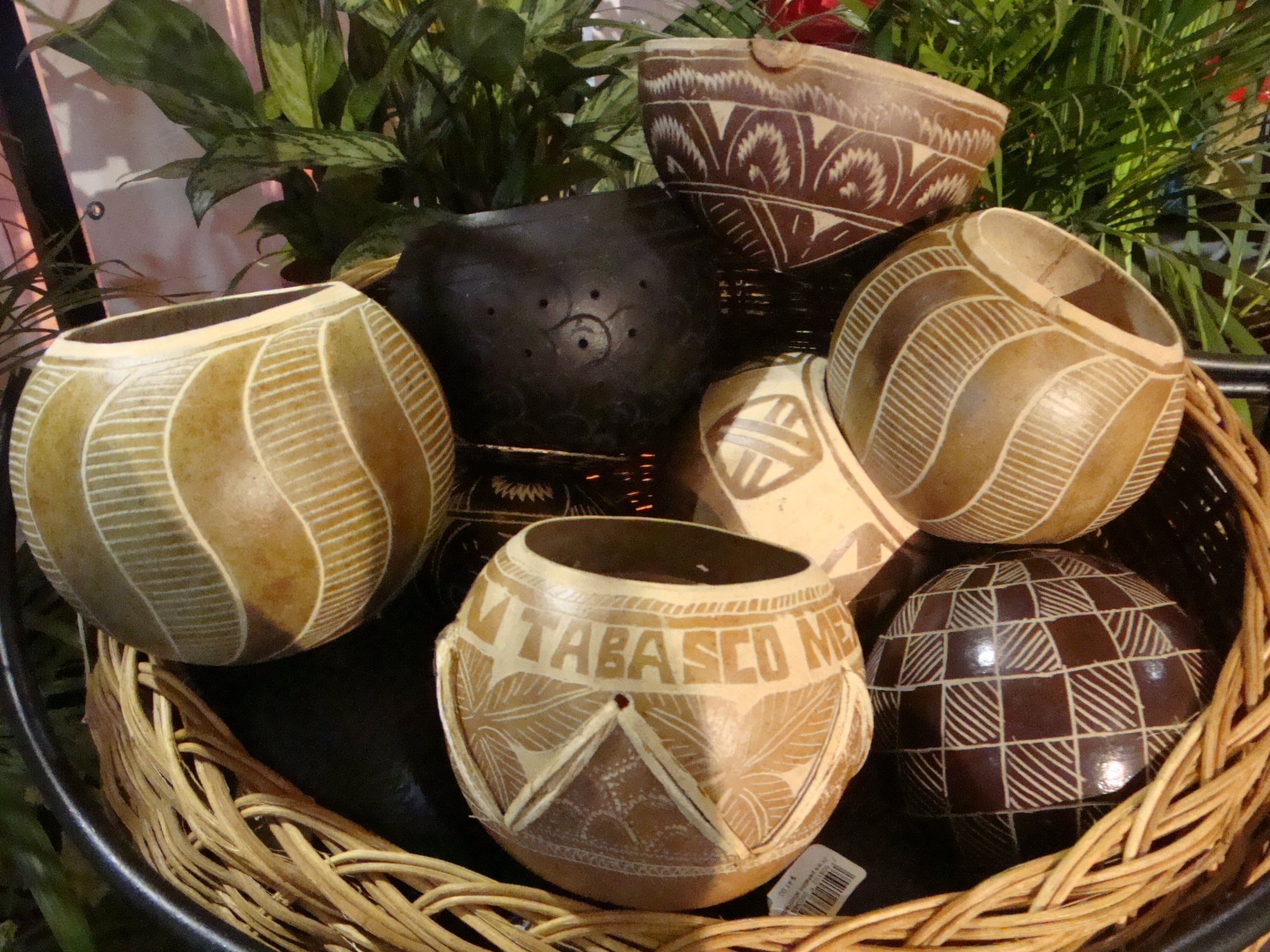
Cuias artezanais feitas a partir do fruto da C. cujete típicas do município de Jalpa de Méndez, Tabasco, México.

## Ver também

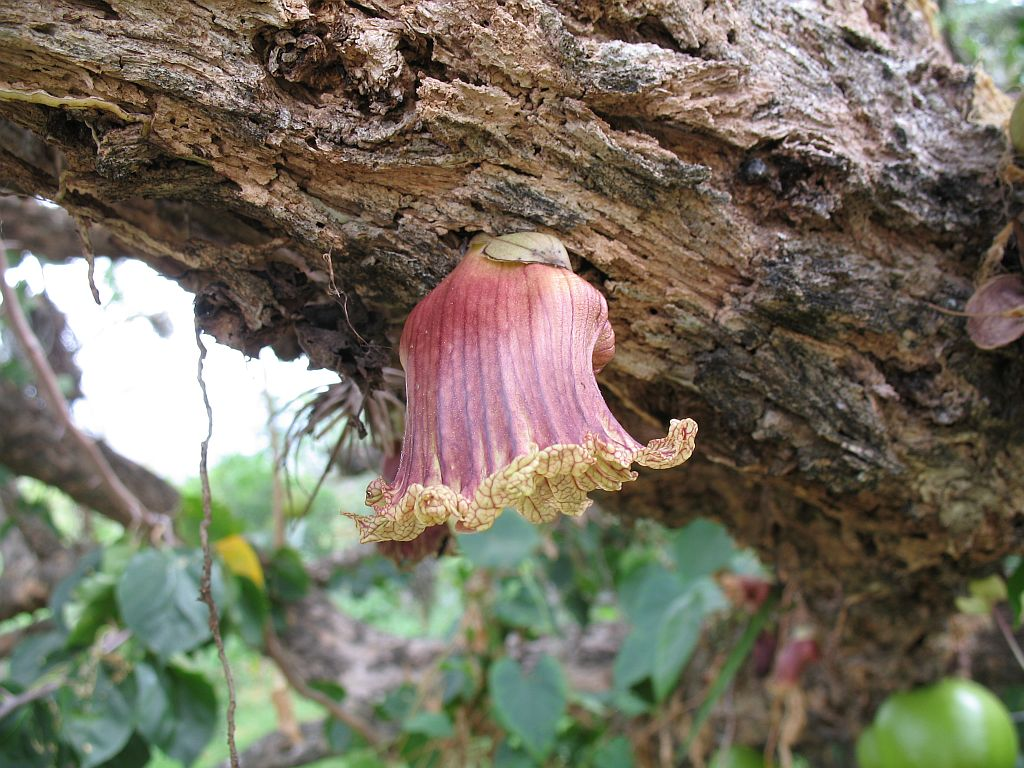
Vista lateral da flor de C. cujete.